# Jan Bajkowski (1905–1942)

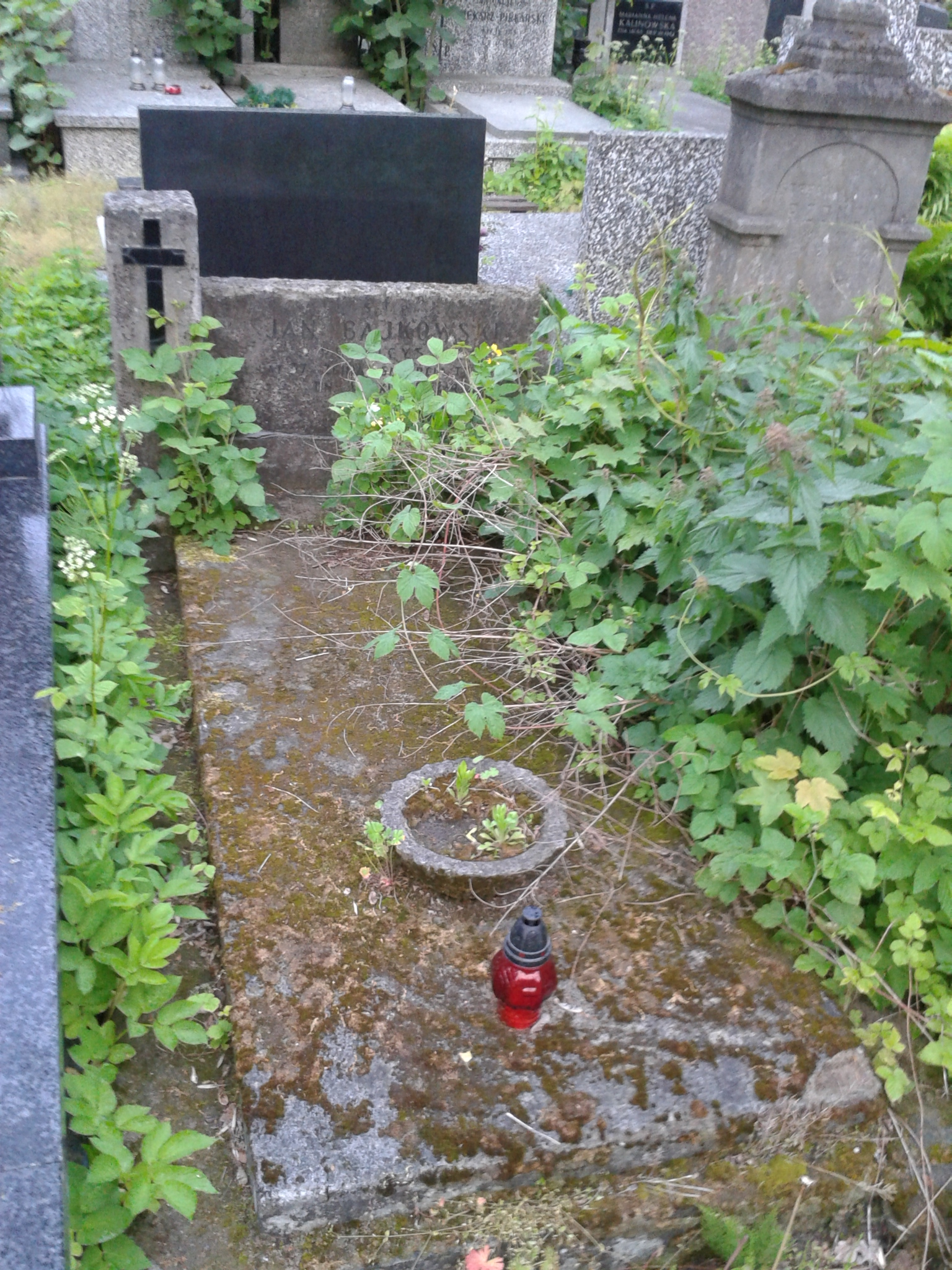
Grób Jana Bajkowskiego na cmentarzu Bródnowskim

Jan Bajkowski (ur. 10 grudnia 1905 w Lublinie, zm. 17 listopada 1942 w Warszawie) – polski publicysta, działacz Korporacji Akademickiej Welecja.

## Życiorys
Urodził się jako syn Wacława, adwokata i działacza Stronnictwa Narodowego, oraz Konstancji z Dobrowolskich. Był krytykiem literackim, jego felietony były publikowane w tygodniku "Prosto z Mostu". Student Uniwersytetu Warszawskiego. Członek Korporacji Akademickiej Welecja. Od 1931 pełnił funkcję członka Komisji Rewizyjnej Związku Polskich Korporacji Akademickich, a od 1932 był jego prezesem. Podczas II wojny światowej ukrywał się na terenie warszawskiej Saskiej Kępy. Został uprowadzony 17 listopada 1942 przez bojówkarzy Polskiej Partii Robotniczej i zamordowany. PPR nie przyznała się do dokonania zabójstwa głosząc, że Bajkowski został zlikwidowany przez Gestapo. Pochowany na cmentarzu Bródnowskim w Warszawie.